# Serhei Novikov
Serhei Petrovitsj Novikov (Russisch: Сергей Петрович Новиков) (Moskou, 25 december 1949 – aldaar, 16 april 2021) was een judoka uit de Sovjet-Unie. 
Novikov werd driemaal Europees kampioen, tweemaal in de open klasse en eenmaal bij de zwaargewichten. Op de wereldkampioenschappen won Novikov een zilveren en een bronzen medaille bij de zwaargewichten. Novikov zijn grootste succes was het winnen van olympisch goud bij de zwaargewichten in 1976.

## Resultaten
- Europese kampioenschappen judo 1970 in Oost-Berlijn  in de open klasse
- Europese kampioenschappen judo 1972 in Voorburg  in de open klasse
- Europese kampioenschappen judo 1973 in Madrid  in de open klasse
- Wereldkampioenschappen judo 1973 in Lausanne  in het zwaargewicht
- Europese kampioenschappen judo 1974 in Londen  in de open klasse
- Europese kampioenschappen judo 1975 in Lyon  in het zwaargewicht
- Wereldkampioenschappen judo 1975 in Wenen  in het zwaargewicht
- Europese kampioenschappen judo 1976 in Kiev  in het zwaargewicht
- Olympische Zomerspelen 1976 in Montreal  in het zwaargewicht
- Europese kampioenschappen judo 1978 in Helsinki  in het zwaargewicht
- Europese kampioenschappen judo 1980 in Wenen  in de open klasse
- Olympische Zomerspelen 1980 in Moskou 5e in de open klasse

1964: Isao Inokuma ·
1972: Wim Ruska ·
1976: Serhei Novikov ·
1980: Angelo Parisi ·
1984: Hitoshi Saito ·
1988: Hitoshi Saito ·
1992: Davit Chachaleisjvili ·
1996: David Douillet ·
2000: David Douillet ·
2004: Keiji Suzuki ·
2008: Satoshi Ishii · 
2012: Teddy Riner · 
2016: Teddy Riner · 
2020: Lukáš Krpálek · 
2024: Teddy Riner